# Joshua Mees
Joshua Mees (Lebach, 15 aprile 1996) è un calciatore tedesco, centrocampista del Preußen Münster.

## Carriera

### Club
Ha giocato nella prima e nella seconda divisione tedesca.

### Nazionale
Nel 2015 ha giocato 2 partite con la nazionale tedesca Under-20.

## Palmarès

### Club

#### Competizioni nazionali
- Campionato tedesco di seconda divisione: 1

Friburgo: 2015-2016